# Reinhold Ludvig Trafvenfelt

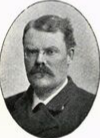
Reinhold Ludvig Trafvenfelt

Reinhold Ludvig Trafvenfelt, född 15 juli 1853 på Fiholms gods, död 16 juni 1933 i Överjärna, Stockholms län, var en svensk läkare.
Han var son till Ludvig Trafvenfelt (1801-1888) och Hulda Carolina Ekelund (1822-1853) som var dotter till notarien Carl Ekelund. Han var från 1895 gift med Torborg Græve (1862-1959) som var dotter till provinsialläkaren Per Henrik Fredrik Græve (1819-1866). Han var bror till Hjalmar Trafvenfelt.
Trafvenfelt avlade mogenhetsexamen i Strängnäs 1873 och blev student vid Uppsala universitet samma år. Han avlade medicine filosofie examen 1876 och blev medicine kandidat vid Karolinska institutet i Stockholm 1885. Han var stipendiat vid fältläkarkåren 1886–1888 och var då extra läkare vid Västgötadals regemente några veckor 1887. Han var stipendiat i flottan 1888–1895. Vid flottan var han uppbördsläkare på pansarbåten HMS Tirfing 1888, skeppsgossebriggen HMS Gladan 1889, på skolskeppet HMS Stockholm 1889 och 1890 samt på fregatten HMS Vanadis 1891. Han blev medicine licentiat i Uppsala 1892 och erhöll sin läkarlegitimation samma år. Han var därefter verksam på flera av flottans fartyg 1892-1894 som uppbördsläkare bland annat på skolskeppet HMS Stockholm,  korvetten HMS Saga,  kanonbåten HMS Disa samt på kanonbåten HMS Svensksund. Trafvenfelt var karantänsläkare vid Fejans karantänstation 1893 och observationsläkare mot koleran på Vens kolerakarantän några månader 1893 och 1894. Han blev bataljonsläkare vid Västernorrlands regemente 1895 och regementsläkare vid Norrlands dragonregemente 1902. Kungliga Medicinalstyrelsen beviljade provinsialläkaren i Umeå distrikt Henning Gustaf Eurén semester under en månad 1913 under hans ledighet förordnades regementsläkaren, medicine licentiaten Reinhold Ludvig Trafvenfelt att, enligt åtagande och med vederbörande regementschefs medgivande, under tiden bestrida provinsialläkartjänsten i Umeå  distrikt. Trafvenfelt blev riddare av Vasaorden 1907 och erhöll avsked 1916. 
Han finns omnämnd i Otto Adelborgs klippsamling Kända döda som förvaltas av Genealogiska Föreningen. Trafvenfelt är begravd i Jäders socken. Han var ledamot av Etnologiska föreningen. Han hade inga barn.